# Устшики Долне
Устшики Долне (пољ. Ustrzyki Dolne) град је у Пољској у Војводству поткарпатском. По подацима из 2012. године број становника у месту је био 9521.

## Становништво
| 2012. |
| ----- |
| 9.521 |